# Sgt. Pepper's Lonely Hearts Club Band (canción)
«Sgt. Pepper's Lonely Hearts Club Band» es una canción escrita por Paul McCartney y acreditada a Lennon-McCartney, grabada y publicado por la banda de rock The Beatles, lanzado al mercado 26 de mayo de 1967 por Parlophone. La canción aparece dos veces en el disco: primero como la canción de apertura (seguida por «With a Little Help from My Friends»), y como «Sgt. Pepper's Lonely Hearts Club Band (Reprise)», la penúltima canción (seguida por «A Day in the Life»). Este tema es la introducción a la banda ficticia que toca en el álbum.
Desde el lanzamiento original en 1967, la canción fue publicada como sencillo y en álbumes recopilatorios; y además fue grabada por artistas como Jimi Hendrix, Paul McCartney en solitario y McCartney con U2.

## Composición y grabación
En noviembre de 1966, en un vuelo de regreso a Inglaterra tras unas vacaciones, McCartney concibió una idea, donde cada miembro de The Beatles formara su propio alter ego en la «Lonely Hearts Club Band». Se dice que la inspiración para el título llegó cuando el roadie Mal Evans hizo una inocente pregunta a McCartney sobre el significado de las letras «S» y «P», que estaban marcadas en las bandejas de comida del avión. McCartney le explicó que las letras significaban sal y pimienta. De ahí nació el concepto de Sgt. Pepper's Lonely Hearts Club Band. El productor George Martin dice que esta canción se grabó antes que el resto del álbum, pero también afirma que fue el punto de partida para el concepto Sgt. Pepper's.
El road manager Neil Aspinall sugirió la idea de que Sergeant Pepper fuera el compère del álbum, y que en el Reprise se encargara de cerrarlo. De acuerdo a sus diarios, Evans también pudo contribuir en la canción. John Lennon atribuyó la idea principal a McCartney, aunque la canción está acreditada como Lennon-McCartney. La canción se grabó en el estudio 2 de los Estudios EMI, con Martin en la producción y Geoff Emerick en ingeniería. El trabajo en la canción comenzó el 1 de febrero de 1967, y luego de tres sesiones más, la canción fue completada el 6 de marzo de 1967.

## Estructura
En el álbum Sgt. Pepper's Lonely Hearts Club Band, la canción abre con el ruido de personas charlando y una orquesta afinando sus instrumentos, sonido que fue extraído de la orquesta que había grabado «A Day in the Life» el 10 de febrero. Los sonidos de la multitud provienen de una grabación hecha por Martin en 1960 de una presentación en vivo de la comedia radial «The Goon Show». Cuando la canción comienza, la banda presenta a sus miembros. La estructura de la canción es:
1. Introducción (instrumental)
2. Verso
3. Puente (instrumental)
4. Estribillo
5. Puente
6. Verso
7. Puente instrumental para llegar a «With a Little Help from My Friends».[9]

La canción está tocada en su mayoría por séptimas iniciando con sol 7, con una marca de tiempo de 4/4. Un cuarteto de trompas fue usado para las sesiones instrumentales.

### Reprise
«Sgt. Pepper's Lonely Hearts Club Band (Reprise)» es la repetición de esta canción a un ritmo más rápido. La estructura básica de la canción se mantiene en cejillas comenzando con Fa mayor, y esta suele variar en ciertos pasajes. El Reprise comienza con el sonido de una guitarra distorsionada y la cuenta de McCartney 1...2...3...4. Entre el 2 y el 3 Lennon agrega como broma «Bye!»
La idea para el Reprise fue sugerida por Aspinall, porque pensaba que si había una «canción de bienvenida», tendría que haber una «canción de despedida». La canción tiene casi la misma melodía del tema pero cambiada en partes con más agudos que la canción de iniciación y con diferente letra. Con una duración de 1:18, esta es una de las canciones más cortas de The Beatles (la más corta es «Her Majesty» con 0:27). Se grabó el 1 de abril de 1967, dos meses después de la versión que abre el álbum. Al final de la pista, Martin agregó aplausos pregrabados para dar paso a «A Day in the Life».

## Lanzamiento
La canción fue publicada originalmente con el LP Sgt. Pepper's Lonely Hearts Club Band el 1 de junio de 1967 en el Reino Unido y el 2 de junio en los Estados Unidos
Cuando el contrato con EMI expiró, la discográfica fue libre de publicar gran parte del catálogo de The Beatles, y en 1978 −11 años después del lanzamiento original del álbum− fue lanzado «Sgt. Pepper's Lonely Hearts Club Band»/«With a Little Help from My Friends» como él lado A de un sencillo que tenía a «A Day in the Life» en el lado B. El sencillo fue publicado en los Estados Unidos por Capitol el 14 de agosto (seguido de una película protagonizada por el grupo Bee Gees que lleva el nombre de la canción), y en septiembre de ese mismo año apareció en el Reino Unido bajo la discográfica Parlophone.
La grabación original de esta canción aparece en los álbumes recopilatorios 1967-1970 (1973) y Yellow Submarine Songtrack (1999). Una toma inédita de la Reprise aparece en el disco dos del álbum Anthology 2 (1996). Las notas con la letra de «Sgt. Pepper's» y de otras canciones fueron puestas a la venta en 1998.

## Personal
El personal utilizado en la grabación de la canción fue el siguiente:
Versión extensa:
- Paul McCartney - vocalista, bajo eléctrico (Rickenbacker 4001s), guitarra líder (Fender Esquire).
- John Lennon - guitarra rítmica, armonía vocal.
- George Harrison - armonía vocal, guitarra líder
- Ringo Starr - batería (Ludwig Super Classic).
- James W. Buck - corno francés
- Neil Sanders - corno francés
- Tony Randal - corno francés
- John Burden - corno francés
- Neil Aspinall - coros
- Mal Evans  - coros

Reprise:
- Paul McCartney - vocalista, órgano (Hammond RT-3), bajo eléctrico (Rickenbacker 4001s).
- John Lennon - vocalista, guitarra rítmica (Epiphone Casino).
- George Harrison - vocalista, guitarra líder (Epiphone Casino).
- Ringo Starr - batería (Ludwig Super Classic), pandereta, maracas.

## Presentaciones en vivo y versiones

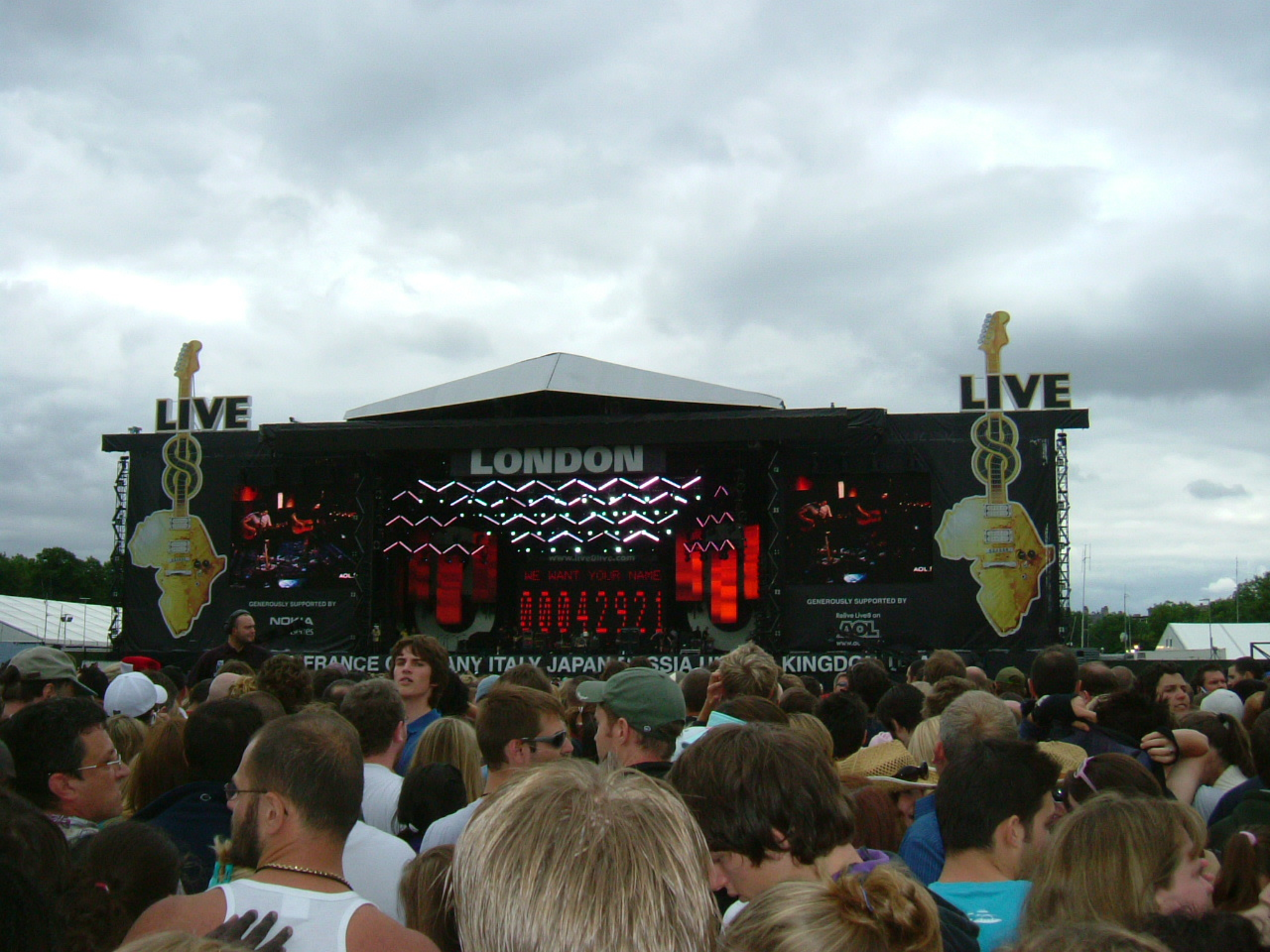
Live 8 en el Hyde Park, Londres, 2005.

The Beatles nunca interpretaron esta canción en directo. Paul, George y Ringo la interpretaron de manera especial durante la fiesta de bodas de Eric Clapton en 1979. John Lennon dijo que no asistió porque no recibió ninguna invitación. Paul McCartney la ha tocado en vivo desde su gira mundial de 1989. McCartney y U2 interpretaron la canción en el Hyde Park de Londres, durante el concierto del Live 8 realizado el 22 de julio de 2005. La canción, que comienza con la frase «It was twenty years ago» fue elegida, entre otras, para conmemorar el Live 8 que tuvo lugar aproximadamente veinte años después del Live Aid. Esta presentación se publicó como sencillo a través de iTunes y estaba destinada para obras de caridad. Estableció un récord como el lanzamiento más rápido de un sencillo.
En 1967, Jimi Hendrix interpretó la canción solo tres días después de haber sido publicada, en el Saville Theatre de la Shaftesbury Avenue, que fue alquilado por Brian Epstein. McCartney se encontraba entre la audiencia.
 Hendrix interpretó otra versión en vivo durante el Festival de la Isla de Wight, y aparece en su álbum póstumo Blue Wild Angel: Live at the Isle of Wight. En 2006, la versión Reprise fue relanzada en el álbum Love, que es una producción teatral con el Cirque du Soleil. La versión actualizada es un remix con partes de otras canciones de The Beatles.
En 2005, U2 lanza en la plataforma iTunes como un sencillo para descarga digital una versión del tema en colaboración con Paul McCartney.
En 2007, Bryan Adams y Stereophonics grabaron las dos versiones para It Was 40 Years Ago Today, un especial de televisión donde se celebraban los 40 años de la publicación de Sgt. Peppers Lonely Hearts Club Band. En este programa las canciones eran grabadas en el mismo estudio y con las mismas técnicas y personal que hace 40 años. El 23 de mayo de 2007, en la final de la sexta temporada de American Idol, Kelly Clarkson y el guitarrista de Aerosmith Joe Perry interpretaron esta canción durante un medley de The Beatles.